# Георг I (князь Вальдек-Пирмонта)
Георг I Вальдек-Пирмонтский (нем. Georg I. von Waldeck-Pyrmont; 6 мая 1747 — 9 сентября 1813) — князь Вальдек-Пирмонта в 1812—1813 годах.

## Биография
Князь Георг — четвёртый сын в семье князя Карла Августа Вальдек-Пирмонтского и его супруги пфальцграфини Кристиана Генриетты Пфальц-Цвейбрюккенской.
В 1805 году княжество Вальдек-Пирмонт было разделено между двумя сыновьями Карла Августа: княжество Пирмонт досталось Георгу, а его старший брат Фридрих Карл Август получил Вальдек. В 1807 году Вальдек присоединился к Рейнскому союзу.
После смерти брата в 1812 году Георг унаследовал Вальдек, который снова стал объединённым княжеством.

## Семья
12 сентября 1784 года в Оттервише он женился на принцессе Августе Шварцбург-Зондерсгаузенской, дочери князя Августа II Шварцбург-Зондерсгаузенского и принцессы Кристины Ангальт-Бернбургской.
В браке у них было девять сыновей и четыре дочери:
- Кристиана Фредерика (23 марта 1787 — 16 января 1806), аббатиса Шаакенского монастыря.
- Карл (7 июля 1788 — 3 октября 1795)
- Георг II (20 сентября 1789 — 15 мая 1845), следующий князь Вальдек-Пирмонта.
- Фридрих (3 ноября 1790 — 1 февраля 1828), женился морганатически на Урсуле Полле (1790—1861). Имел 4 детей.
- Кристиан Вольрад (19 июня 1792 — июль 1795)
- Августа (7 августа 1793 — 29 апреля 1794)
- Иоганн Людвиг (25 сентября 1794 — 8 октября 1814), женат не был. Детей не имел.
- Ида (26 сентября 1796 — 12 апреля 1869), замужем за Георгом Вильгельмом Шаумбург-Липпским. Имела 9 детей.
- Вольрад (23 апреля 1798 — 24 августа 1821), женат не был. Детей не имел.
- Матильда Вальдек-Пирмонтская (10 апреля 1801 — 13 апреля 1825), замужем за Евгением Вюртембергским. Имела 3 детей.
- Карл Кристиан (12 апреля 1803 — 19 июля 1846), женился на Амалии Липпе-Бистерфельдской. Имел 3 детей.
- Каролина (27 ноября 1804 — 3 марта 1806)
- Герман (11 октября 1809 — 6 октября 1876), был женат на графине Агнесе Телеки фон Сек. Детей не имел.